# Adrià Parellada i Díaz
Adrià Parellada i Díaz (Barcelona, 19 d'octubre de 1953) és un exatleta català especialitzat en curses de velocitat.
Es formà al col·legi Sant Miquel de Barcelona, competint més tard amb el Club Esportiu Universitari i el Club Natació Barcelona. Guanyà quatre campionats catalans a l'aire lliure en 110 m tanques, 100 m llisos i relleus, i quatre més en pista coberta. Va batre quatre cops el rècord català dels 50 m tanques en pista coberta.
És germà de Josep Jordi Parellada i Díaz i fill de Josep Jordi Parellada i Cardellach, també atletes.

## Palmarès
Campió de Catalunya
- 100 metres llisos: 1975
- 110 metres tanques: 1973, 1978
- 4 × 100 metres llisos: 1977
- 50 m llisos (pista coberta): 1976
- 50 m tanques (pista coberta): 1972, 1974, 1978